# زندگی با چشمان بسته آسان است
زندگی با چشمان بسته آسان است (اسپانیایی: Vivir es fácil con los ojos cerrados‎) فیلمی در ژانر کمدی-درام به کارگردانی داوید تروئبا و محصول اسپانیاست که در سال ۲۰۱۳ منتشر شد. نام فیلم از ترانهٔ تک‌آهنگ دشت‌های ابدی توت‌فرنگی از آثار بیتلز گرفته شده است. این فیلم موفق شد ۶ جایزه گویا (از جمله بهترین فیلم، بهترین کارگردان و بهترین بازیگر نقش اول) را از آنِ خود کند.

## بازیگران
- خاویر کامارا
- ناتالیا د مولینا
- خورخه سانس
- آریانا خیل
- مانولو اسکوبار
- لالی سولدویلا